# Godkowo
Godkowo (niem. Göttchendorf, po 1945 roku Gutkowo) – wieś w Polsce położona w województwie warmińsko-mazurskim, w powiecie elbląskim, w gminie Godkowo.
W latach 1954–1972 wieś była siedzibą władz gromady Godkowo. W latach 1975–1998 miejscowość administracyjnie należała do województwa elbląskiego. W latach 1818–1975 należała do powiatu pasłęckiego. Znajduje się w regionie historycznym Prusy Górne.
Miejscowość jest siedzibą gminy Godkowo.

## Historia[6]
W dokumentach źródłowych występuje jako Gotkendorff, Godikendorf, Gotgendorff, Göttkendorff i Götgendor.
Do 1945 roku wieś nosiła nazwę Göttchendorf. Była to nazwa pochodzenia antroponimicznego (odosobowego). Po wojnie przejściowo funkcjonowała nazwa „Bożki”, a w roku 1948 wieś uzyskała urzędową nazwę Godkowo.
Pierwsza wzmianka o miejscowości pochodzi z lat 1320–1331, kiedy komtur elbląski Hermann von Oettingen dokonał jej lokacji na prawie chełmińskim, tzw. surowym korzeniu. Wieś powstała jako wieś czynszowa na obszarze 30 łanów wydzielonych z terenu sąsiedniej wsi Skowrony (niem. Schmauch) przynależna do komornictwa miłakowskiego. W 1352 roku wielki szpitalnik i komtur elbląski Otto von Dreileben nadał karczmę we wsi „Mikołajowi i jego spadkobiercom”. Prawdopodobnie podczas wojny w latach 1409–1411 zaginął akt lokacyjny wsi, dlatego w 1417 roku wielki szpitalnik i komtur elbląski Heinrich Holt odnowił dokument lokacyjny dla Gotkendorff oraz dla sołtysa Hansa Scholza, któremu nadano 3 łany wolne od czynszu.
Wojna polsko-krzyżacka w latach 1519–1521 przyniosła zniszczenia w okolicznych wsiach. Spustoszone tereny zasiedlano ponownie, m.in. poprzez kolonizację osadników z Holandii. W 1531 roku z 23 z 30 łanów pozostawały nieobsadzone. Taki stan utrzymywał się aż do 1578 roku. Wówczas w „książęcej wsi Göttkendorff” 10 z 30 łanów nadal było niezagospodarowanych. Pozostałych 20 łanów należało do 5 chłopów (wśród nich był karczmarz, zagrodnik i pasterz). Stosunki społeczne między Niemcami a przybyszami z Holandii od początku rodziły napięcia na tle własnościowym, religijnym i dotyczące prawa zwyczajowego. Druga fala osadnictwa z Niderlandów napłynęła na opisywany obszar w 1556 roku.
Około roku 1543 Godkowo podporządkowano parafii w Skowronach (stan utrzymał się do 1945 roku). W rezultacie wojen polsko-szwedzkich z pierwszej połowy XVII w. wieś opustoszała, ale jej położenie na przecięciu szlaków komunikacyjnych przyczyniło się do powtórnego zasiedlenia. Sześciu miejscowych chłopów było zobowiązanych do szarwarku na rzecz folwarku-domeny w Bielicy (niem. Behlenhof), co wynikało z oddania w roku 1683 Godkowa i 14 innych wsi w zastaw, będący konsekwencją konieczności spłacenia długów po Zakonie Krzyżackim wobec bogatych rodzin szlacheckich. W latach 1709–1711 wieś wyludniła się na skutek panującej w całych Prusach zarazy. Od 1752 roku wieś Godkowo należało do powiatu morąskiego w związku z wprowadzeniem nowego podziału administracyjnego w Prusach.
W czasie wojny siedmioletniej we wsi Godkowo stacjonowały wojska rosyjskie, których utrzymanie zrujnowało miejscowych chłopów. Od listopada 1806 roku mieszkańcy doświadczyli ciągłych przemarszów oddziałów pruskich i rosyjskich z Królewca na front walki z Napoleonem. 23 stycznia 1807 roku we wsi pojawili się pierwsi żołnierze francuscy, a 5 i 8 lutego żołnierze prusacy i rosyjscy, udający się na pole bitwy pod Iławą Pruską (niem. Preußisch Eylau). 9 lutego przemaszerowała piechota korpusu J. B. Bernadotte, a pod koniec lutego z pola bitwy wracali Francuzi z Polakami. Polacy pojawili się w Godkowie jeszcze 11 czerwca 1807 roku, którzy byli prawdopodobnie żołnierzami korpusu gen. Józefa Zajączka, zmierzającymi na pole bitwy pod Frydlandem (dzień bitwy: 14 czerwca 1807 roku). Również kwaterowali się we wsi dragoni z 18. regimentu marszałka Bernadotte.
Po pokoju w Tylży w latach 1807–1812 wzdłuż pobliskiej Pasłęki przebiegała linia demarkacyjna, a w całej okolicy zajęły swe leża wojska francuskie. W efekcie nieustannych przemarszów i kwaterunków splądrowana i obciążona kontrybucjami wieś stanęła w obliczu głodu (w marcu 1807 odnotowano wzrastającą śmiertelność mieszkańców). Śmiertelność z powodu głodu i chorób, a zwłaszcza czerwonki, była tak duża, że w roku 1808 zaczęto sprowadzać mąkę z Rosji dzieloną w urzędzie domen w Bielicy. Trzy rodziny w Godkowie skorzystały ponadto z bezzwrotnej pomocy finansowej Dohnów z Gładysz. Zimą 1813 roku miejscowa ludność była świadkiem odwrotu „Wielkiej Armii” spod Moskwy.
W roku 1818 wieś należała do powiatu pasłęckiego (w jej granicach pozostawała do 1 czerwca 1975 roku). Godkowo miało wówczas 122 mieszkańców oraz 27 domów. Pod koniec XIX w. spośród 52 zabudowań było zamieszkanych 36 domów i liczyła 267 mieszkańców (129 mężczyzn, 138 kobiet, z czego 265 ewangelików, 2 katolików podległych pod parafię w Osetniku i 2 wyznawców bliżej nieokreślonej religii).
W 1866 roku założono placówkę pocztową, pod którą podlegało także Swędkowo (niem. Schwöllmen). W 1904 roku uruchomiono wahadłową pocztę konną na trasie Morąg – Godkowo – Słobity. W 1905 roku w piętrowym budynku przy rozwidleniu drogi na Ząbrowiec (niem. Sommerfeld) założono samodzielną agenturę pocztową, działającą do dziś. W 1924 roku wieś zelektryfikowano i podłączono do siłowni torfowej w Karwinach.
2 sierpnia 1914 roku ogłoszono mobilizację, a wkrótce potem ewakuację przed nadchodzącymi wojskami rosyjskimi, które ostatecznie nie dotarły. Podczas I wojny światowej poległo 3 mieszkańców wsi: Friedrich Boblitzki, Gustav Poschadel i Friedrich Strauss. Ich nazwiska znalazły się na poświęconym w 1926 roku pomniku w Skowronach (znajduje się do dziś jako kapliczka przed kościołem). 
Do roku 1923 naczelnikiem gminy w Godkowie był August Poerschke, po nim w latach 1923–1934 Adolf Borrmann. Ostatnim wójtem był Gustaw Werner, który piastował ten urząd od 1934 do 1945 roku.
Według spisu z 1925 roku do wsi należało 508 ha ziemi, w tym 345 ha ziemi ornej, 61 ha łąk i pastwisk, 63 ha lasu. Znajdowało się 41 zamieszkanych budynków na 57 zabudowań i 235 mieszkańców (w tym 123 mężczyzn), którzy byli ewangelikami poza jednym mieszkańcem wyznania katolikiem. Wieś podlegała pod Urząd Stanu Cywilnego w Skowronach i Sąd Rejonowy w Miłakowie. Przed wybuchem II wojny światowej wieś liczyła 210 mieszkańców, w tym 19 gospodarzy, z których najwięksi byli: 
- Gustav Madsack posiadający 74 ha ziemi,
- Johanna Pörschke – 48 ha,
- Adolf Borrmann – 40 ha,
- Adolf Schönsee – 40 ha,
- Gottfried Werner – 38 ha,
- Wilhelm Wiechmann – 37 ha
- August Ziemer (dzierżawca August Kung) – 21 ha.

Wyżej wspomniani gospodarze zatrudniali robotników rolnych mieszkających w czworakach (niem. Insthaus). 
Natomiast wiejskie rzemiosło reprezentowali:  
- cieśla Fritz Braun,
- kowal Fedrowitz,
- krawiec Emil Klaukien – mieszkający ok. 300 m za wsią w kierunku Skowron,
- szewc Steckel,
- murarz Hermann Grahn
- rzeźnik Friedrich Bolz.

O drogi we wsi i okolicy dbał dróżnik Rudolf Wiechert. Jednym z najbogatszych mieszkańców był, mieszkający przy wiejskim stawie, cieśla Braun – właściciel małego tartaku i samochodu marki Opel. Nad stawem znajdowała się niewielka remiza strażacka. 
Ostatnimi, znanymi ze źródeł, nauczycielami w miejscowej szkole byli Oscar Haak i Ernst Runge, którego żona nauczała robót ręcznych. Zachowany do dnia dzisiejszego budynek szkoły we wsi Godkowo pochodzi z końca XIX wieku. Został wybudowany z czerwonej cegły z obszernym przedsionkiem i półkolistymi oknami. Współcześnie znajduje się w niej świetlica socjoterapeutyczna i prywatne mieszkania.
U podnóża wzniesienia, zwanego Jałowcowa Góra (niem. Kaddiksberg, 100 m n.p.m.), w drodze do Skowron, urządzono plac zebrań ludowych oraz boisko sportowe. Około 1931 roku obok wspomnianych obiektów uruchomiono strzelnicę z czterema stanowiskami dla broni małokalibrowej (50 m) i dwoma dla broni większego kalibru (100 m). Inicjatorem powstania strzelnicy, na którym odbywały się też festyny ludowe, było lokalne Towarzystwo Strzeleckie (założone przez nauczyciela Ernsta Hülsena). Wspomniane towarzystwo mieściło się w gospodzie wójta G. Wernera. Niedaleko wcześniej wspomnianego wzniesienia, w kierunku folwarku Kandyty, znajdowała się również cegielnia.
Centralnym punktem wsi była gospoda, w której serwowano m.in. piwo elbląskie z browaru „Englisch Brunnen” (późniejsze „Elbrewery”) i braniewskie z browaru „Bergschlößchen” (współcześnie nie istnieje). Obok gospody znajdowała się waga oraz duża „ława mleczna”, na której każdego ranka rolnicy zostawiali konwie z mlekiem. Produkty dostarczał samochodem ciężarowym Fritz Karpinski ze Skowron do mleczarni Hansa Tröscha w Dobrym. W 1936 firma „Esso” otworzyła przy gospodzie stację paliw, którą oddano pieczy jej właścicielowi. Współcześnie stacja paliw znajduje się przy drodze na Szymbory na wzniesieniu zwanym niegdyś Nickelsberg. Na wybrukowanym podjeździe do gospody Wernera znajdował się przystanek omnibusowy, codziennie obsługujący linię Orneta – Godkowo. Z piekarni w Dobrym przywożono chleb, a raz w miesiącu handlarz ze Strużyny (niem. Silberbach) o nazwisku Schidlowski przywoził świeże ryby z jeziora Narie. Do 1933 roku dwa razy w tygodniu przyjeżdżał do wsi żydowski dentysta Lewin z Elbląga, który przyjmował w gospodzie u Wernera. Po 1933 roku dentysta już się nie pojawiał z uwagi na swoje pochodzenie.
Po 1933 roku gospodarz Ernst Dziggel został zastępcą naczelnika Urzędu Gminy w Skowronach oraz lokalnym sekretarzem NSDAP (niem. Ortsgruppenleiter). We wsi znajdowała się również placówka Czerwonego Krzyża, którą kierowała Hedwig Konrad. Mistrzem żandarmerii w miejscowym rewirze (niem. Gendarmeriebezirk) był w latach 1927–1945 Paul Berger.
W październiku 1939 roku pojawili się w Godkowie polscy jeńcy wojenni, których wykorzystywano do pracy przymusowej w rolnictwie. Zakwaterowano ich w barakach postawionych w pobliżu zabudowań należących do G. Madsacka. W 1940 roku ulokowano zamiast nich jeńców francuskich. Pod koniec 1944 roku do wsi zaczęli napływać uciekinierzy ze wschodniego pasa przygranicznego Niemiec. Wszyscy mężczyźni, mieszkający w Godkowie, w wieku od 16 do 65 lat zostali wcieleni do Volkssturmu.
Wczesnym rankiem w niedzielę 21 stycznia 1945 roku władze partyjne w Pasłęku wydały polecenie „pakowania się” (niem. Packbefehl), do którego we wsi Godkowo nie doszło z powodu zatarasowania dróg lokalnych przez kolumny uchodźców i wojsko. Większość mieszkańców pozostała na miejscu. Dopiero w poniedziałek 22 stycznia część z nich opuściła Godkowo, kierując się trasą na Pasłęk przez Szymbory (niem. Schönborn) do stacji kolejowych w Dobrym (niem. Döbern) – 6 km, w Jankówku (niem. Hensels) – 8 km i w Słobitach – 12,6 km. We wtorek 23 stycznia do opuszczonego Godkowa wjechały bez walki sowieckie czołgi T-34 wraz z piechotą. Czerwonoarmiści przystąpili do podpaleń, rabunków oraz gwałtów (spalono m.in. dom Marii Borrmann, a właścicielkę zamordowano, ponadto zabito wdowę Wilhelminę Armbrost, małżeństwo Gottfrieda i Henriette Taube, Annę i Lotte Tilsner oraz Otto Baegera, a w domu Bruno Schönsee znaleziono ciała 6 zastrzelonych). We wsi zamordowano 13 osób. Ciała zabitych pozostawiono na miejscu morderstwa, szczególnie wokół stawu Kowalskiego (niem. Schmiedeteich), znajdującego się przy drodze do wsi Skowrony. Pozostali mieszkańcy w popłochu szukali schronienia w koloniach i w sąsiednich wsiach.
W sobotę 27 stycznia 49. Pułk Strzelców Wehrmachtu zaatakował wojska rosyjskie od strony Burdajn (niem. Bordehnen) i zajął Godkowo. Wiele czołgów Armii Czerwonej zniszczono rusznicami w bitwie w pobliżu Lasu Surowskiego. Na wiejskim cmentarzu z II poł. XIX w. (położony był po prawej stronie wylotu drogi na Swędkowo) pochowano ofiary sowieckich żołnierzy i wykonano wstępną dokumentację zbrodni dla potrzeb dowództwa Wehrmachtu. W jego pobliżu znajdowała się wiejska żwirownia. Okrucieństwo żołnierzy radzieckich zmusiło do ewakuacji pozostałą część ludności wsi, która udała się w kierunku Szymbor i dworca kolejowego w Dobrym.
W meldunku dowództwa Grupy Armii Północ z 2 lutego 1945 roku zapisano: W Gottschendorfie pod Preussisch Holland tylko w jednym pokoju leżało 7 zabitych cywilów, wśród nich 2 starsze kobiety, 2 mężczyzn, chłopiec w wieku około 14 lat. W kącie skulony dziewięcioletni chłopczyk z całkowicie roztrzaskaną czaszką, a nad nim piętnastoletnia dziewczynka z pociętymi rękoma i podrapaną twarzą, rozszarpanymi bagnetem piersiami i brzuchem, obnażonej dolnej części ciała. Osiemdziesięcioletni starzec leżał zastrzelony pod drzwiami. Ostatecznie wczesnym rankiem 3 lutego 1945 r. oddziały Wehrmachtu opuściły Godkowo. We wsi  pozostało prawdopodobnie około 80 Niemców, m.in. murarz Hermann Grahn, Auguste i Friedrich Herrmann, Helene Schönsee, Adolf Schulz, Wilhelmine Zander i August Widder. Pierwsi powojenni mieszkańcy Godkowa pochodzili z centralnej Polski. Nowi mieszkańcy przybywali też z Wileńszczyzny oraz pogranicza ukraińskiego (po marcu 1947 roku w ramach akcji „Wisła”).
Pierwszym dyrektorem „starej szkoły” był Czesław Żyłka (w latach 1946–1947), a nauczycielem Henryk Bończak. Kolejno zarządzała szkołą Maria Kowalska (w latach 1947–1948), Maria Kiejzik z d. Woronecka (w latach 1948–1950, zm. 2010), a następnie Stanisław Kiejzik (zm. 1993). Nauczycielką w tym czasie była Zuzanna Sozańska. W 1961 roku oddano do użytku nową szkołę, której dyrektorami byli:
- Kazimierz Szramowski w latach 1963–1964,
- Ryszard Mańka w latach 1973–1976,
- Waldemar Szczygielski w latach 1976–1984,
- Jan Szczęsny w latach 1984–1988,
- Henryk Knospe w latach 1988–1992,
- Zdzisław Jerzy Białobrzewski w latach 1992–2019.

Od 2019 roku dyrektorem szkoły jest Andrzej Estal.
Pierwszym milicjantem w Dobrym (wówczas Dąbrowa) był mieszkaniec Godkowa, Michał Przewoźny. Gospoda Wernera po wojnie zmieniła swoje przeznaczenie – współcześnie zaadaptowano budynek jako sklep spożywczy GS i mieszkania prywatne.
Po 1945 Godkowo przyporządkowano do kościoła w Osieku, a od 1957 do parafii w Dobrym, kiedy kościoły w Dobrym i Wilczętach włączono do dekanatu Orneta. Pierwszym księdzem, sprawującym posługę duszpasterską dla mieszkańców wsi i okolic, był ks. Józef Sikora, dojeżdżający z Pasłęka. Stałą obsługę wiernych zapewnił dopiero ks. Stanisław Czernik (były kapelan AK w stopniu pułkownika). Jako proboszcz w Osieku (wówczas Morawy) w latach 1947–1949 obsługiwał także kościoły w Śmiałkach (Skowrony), Piastowie (Wilczęta) i Dębinach (Dobry). Po nim proboszczem był ks. Piotr Żarnowski ze Strużyny, później ks. Paweł Majcher, ks. Paweł Dziendzielewski (w latach 1954–1957), a następnie do 1959 roku ks. Stanisław Kałucki (zm. w 1994 r. w Kwidzynie). Obecnie Godkowo podlega parafii w Osieku z filią w Skowronach.
W 2001 roku straż pożarna otrzymała samochód strażacki, kupiony ze składek byłych niemieckich mieszkańców wsi.

## Cerkiew w Godkowie[13]

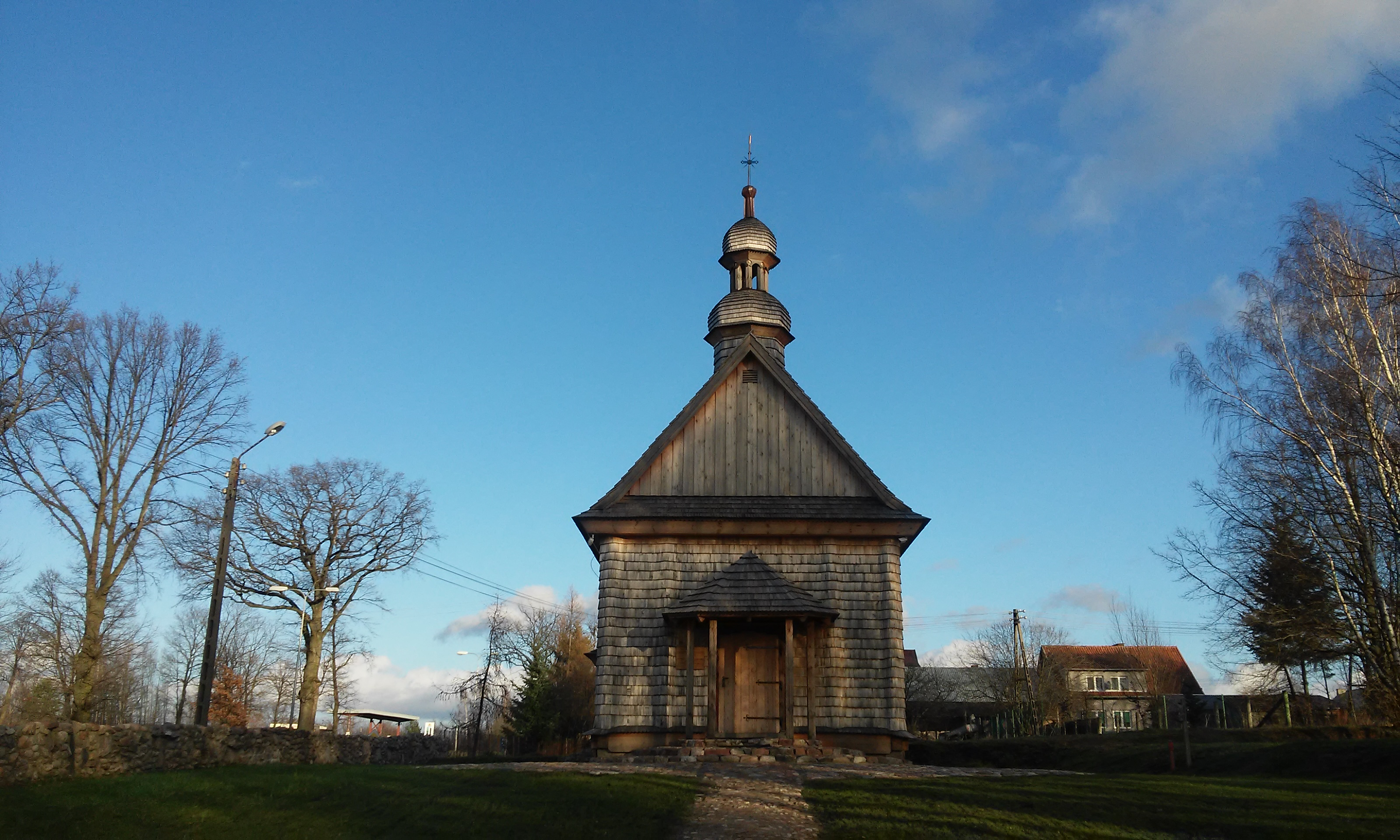
Cerkiew w Godkowie

Z inicjatywy prof. Romany Cielątkowskiej z Politechniki Gdańskiej, do Godkowa zostały przeniesione pozostałości z zabytkowej cerkwi z Kupnej, co miało na celu uratowanie obiektu przed zniszczeniem. Ocalone fragmenty cerkwi zostały wkomponowane w świątynię powstałą z inicjatywy mieszkańców gminy Godkowo oraz księdza Andrzeja Sroki, proboszcza greckokatolickiej parafii w Elblągu. Rekonstrukcja rozpoczęta się w 2012 r. i zakończyła się w 2013 roku uroczystym nabożeństwem prowadzonym przez greckokatolickiego biskupa diecezji wrocławsko-gdańskiej Włodzimierza Juszczaka. Cerkiew została uroczyście konsekrowana 10 października 2015 przez biskupa Eugeniusza Popowicza.